# Cień Ziemi

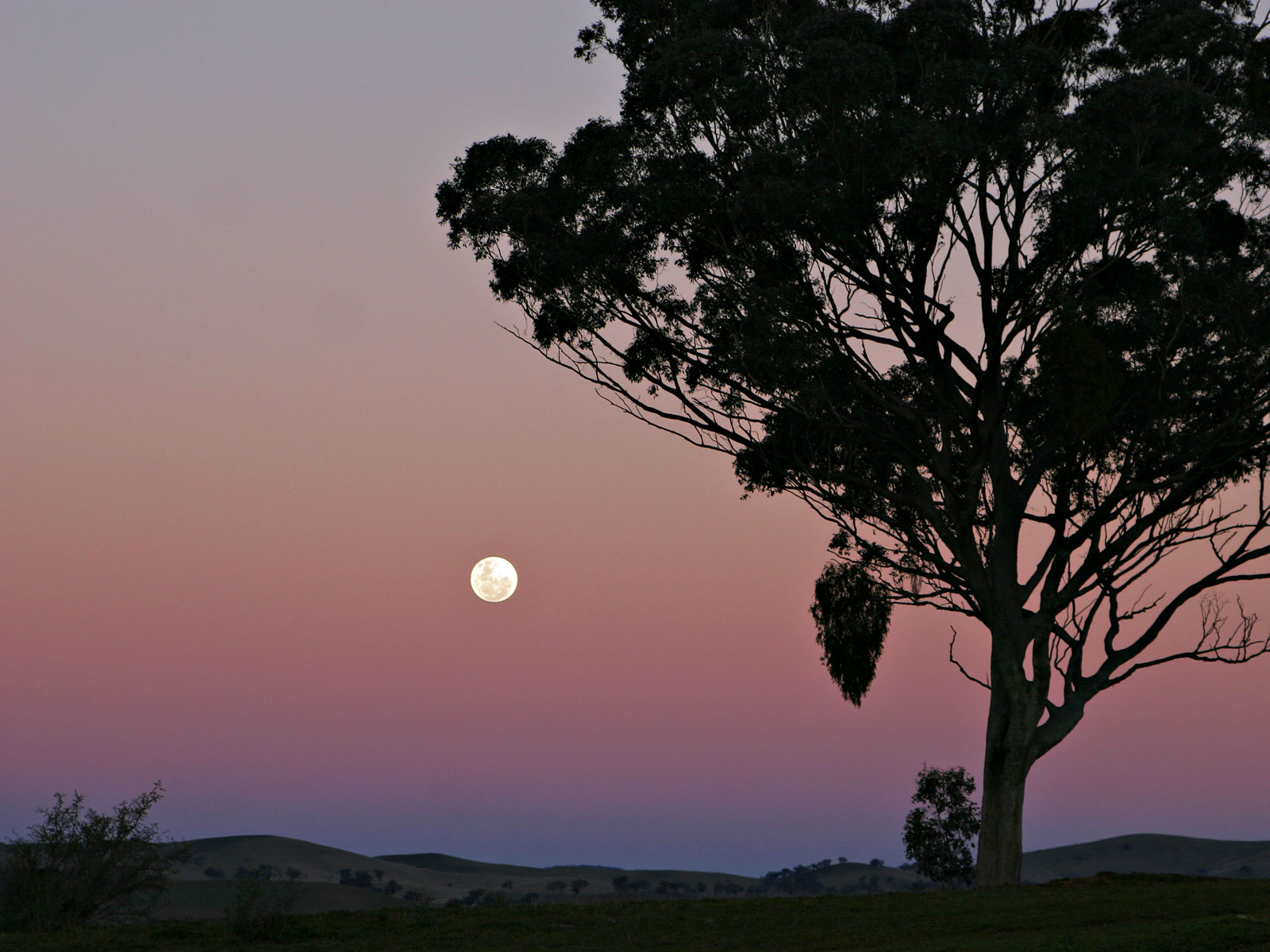
Wschód pełnego Księżyca na tle Pasa Wenus. Bardzo mała część cienia Ziemi (kolor ciemnoniebieski) jest również widoczna, lecz horyzont jest za wysoki, aby zobaczyć większą jego część.

Cień Ziemi – cień, który Ziemia rzuca na atmosferę. Często jest widziany z powierzchni Ziemi jako ciemne pasmo na niebie w pobliżu horyzontu. To zjawisko atmosferyczne może być czasami widoczne dwukrotnie w ciągu doby, w okolicach czasu wschodu i zachodu Słońca.
Zjawisko nocy (a więc ściśle mówiąc znajdowanie się w cieniu Ziemi) jest bardzo dobrze znane wszystkim, zaś efekt rzucania cienia przez Ziemię na atmosferę, mimo iż jest dość często widoczny na niebie często pozostaje nierozpoznany. Cień ten jest widoczny dla obserwatorów, kiedy pada na atmosferę Ziemi podczas świtu i zmierzchu. Jeśli warunki pogodowe i położenie obserwatora zapewniają dobrą widoczność horyzontu, cień Ziemi jako ciemnoniebieskie lub szaroniebieskie pasmo może być widoczny.

## Występowanie
Cień Ziemi jest widoczny:
- naprzeciw miejsca wschodu (podczas świtu) Słońca, a więc rankiem na zachodzie
- naprzeciw miejsca zachodu (podczas zmierzchu) Słońca, a więc wieczorem na wschodzie,

zawsze po przeciwnej stronie nieba niż Słońce i jest widoczny tuż nad horyzontem jako ciemnoniebieski pas, rozciągający się na ponad połowę (przeszło 180°) horyzontu.
Podczas wschodu Słońca cień Ziemi zachodzi jak słońce się podnosi, zaś podczas zachodu Słońca cień Ziemi się podnosi (wschodzi) wraz z obniżaniem się Słońca.
Najlepiej obserwować cień Ziemi w miejscu z niskim, niezasłoniętym horyzontem (jak na morzu) i przy czystym niebie. Dodatkowo im wyżej stoi obserwator względem horyzontu, tym widoczny cień będzie ostrzejszy. Cień jest najlepiej zauważalny w punkcie antysłonecznym – dokładnie naprzeciwko Słońca.

## Pas Wenus
Z cieniem Ziemi powiązane jest zjawisko zwane Pasem Wenus, widoczne jako różowe (też pomarańczowe lub fioletowe) pasmo tuż ponad ciemnoniebieskim pasem cienia Ziemi w tej samej części nieba. Nie istnieje ostra granica oddzielająca cień Ziemi od Pasa Wenus; występuje ciągłe przejście z jednego koloru w drugi tak, jak ma to miejsce np. w tęczy.
Pas powstaje w wyższej atmosferze oświetlonej przez światło wschodzącego lub zachodzącego Słońca, które jest czerwonawe.
Im niżej schodzi słońce podczas zachodu, tym mniej wyraźnie odróżnia się cień ziemi od Pasa Wenus, ponieważ zachodzące Słońce oświetla coraz cieńszą warstwę wyższej atmosfery. Dla obserwatora widoczna jest ona jako zwyczajne niebieskie niebo, którego barwa wynika z rozpraszania Rayleigha. Ostatecznie zarówno cień Ziemi jak i Pas Wenus zlewają się w ciemność nocnego nieba.

## Kolor zaćmionego Księżyca
Cień Ziemi wychodzący z atmosfery pełny cień, nazywany z łac. umbra jest zakrzywiony tak jak przekrój poprzeczny Ziemi, będący w przybliżeniu kołem i sięga setki tysięcy kilometrów w przestrzeń kosmiczną (antumbra, strefa przeciwcienia rozciąga się w nieskończoność). Kiedy podczas zaćmienia Księżyca Ziemia znajdzie się dokładnie pomiędzy Słońcem i Księżycem, jej cień pada na powierzchnię Księżyca zwróconą ku powierzchni Ziemi, na której w tej chwili jest noc.
Podczas zaćmienia Księżyca bardzo mała ilość światła słonecznego i tak nadal dociera do niego, nawet gdy zaćmienie jest całkowite. Światło to zostało załamane (uległo refrakcji) lub ugięte podczas przechodzenia przez ziemską atmosferę. Zostało ono rozproszone przez pył w ziemskiej atmosferze, co tłumaczy jego czerwoną barwę, tak samo jak barwę wschodu czy zachodu Słońca na Ziemi. Ta słaba czerwona iluminacja jest tym, co powoduje ciemnoczerwony kolor nawet całkowicie zaćmionego Księżyca.